# Семенов Володимир Вікторович (ватерполіст)
Семенов Володимир Вікторович (10 травня 1938 — 21 листопада 2016) — радянський ватерполіст.
Срібний призер Олімпійських Ігор 1960, 1968 років, бронзовий призер 1964 року.